# Nordamerikanska mästerskapet i volleyboll för damer 2023
Nordamerikanska mästerskapet 2023 i volleyboll för damer spelades 29 augusti till 3 september 2023 i Québec, Kanada. Det var den 28:e upplagan av turneringen och sju landslag från NORCECA:s medlemsförbund deltog. Dominikanska republiken vann mästerskapet för fjärde gången (tredje i rad) genom att besegra USA i finalen. Brenda Castillo, Dominikanska republiken, utsågs till mest värdefulla spelare, medan Paola Santiago, Puerto Rico, var främsta poängvinnare med 75 bollpoäng.

## Arenor
|                                                             |  |  |
|                                                             |  |  |
| Amphithéatre Desjardins Stad: Québec Kapacitet: - Öppnad: - |  |  |

## Regelverk
Tävlingen genomfördes i två omgångar.
- Lagen spelade först ett gruppspel där alla mötte alla i respektive grupp.
- Därefter följe ett cupspel, segraren i varje grupp gick direkt till semifinal medan tvåan och trean i varje grupp spelade kvartsfinal. De förlorande lagen i kvartsfinalerna spelade en match om femteplatsen och de förlorande lagen i semifinalerna spelade en match om tredjeplatsen. Det sista laget i grupp B spelade en match om sjätteplatsen mot förloraren i matchen om femteplatsen.

### Metod för att bestämma tabellplacering
I gruppspelet gällde att om slutresultatet var 3-0, tilldelades det vinnande laget 5 poäng och det förlorande laget 0 poäng, om slutresultatet var 3-1 var istället fördelningen 4 respektive 1 poäng och om slutresultatet var 3-2 var fördelningen 3 respektive två poäng. Placeringen i gruppen bestämdes av i tur och ordning:
- Antal vunna matcher
- Poäng
- Kvot vunna/förlorade set
- Kvot vunna/förlorade bollpoäng
- Inbördes möte

## Deltagande lag
| Lag                     | Deltog senast    |
| ----------------------- | ---------------- |
| Kanada                  | Mexico 2021      |
| Costa Rica              | Mexico 2021      |
| Kuba                    | Puerto Rico 2019 |
| Mexiko                  | Mexico 2021      |
| Puerto Rico             | Mexico 2021      |
| Dominikanska republiken | Mexico 2021      |
| USA                     | Mexico 2021      |

## Turneringen[3]

### Gruppspel
| Grupp A     | Grupp B                 |
| ----------- | ----------------------- |
| Kanada      | Costa Rica              |
| Mexiko      | Kuba                    |
| Puerto Rico | Dominikanska republiken |
| -           | USA                     |

#### Grupp A

##### Resultat
| 29 augusti 2023 Amphithéatre Desjardins, Québec Speltid: 1h:09 - Åskådare: 1 040 | Kanada      | 3 - 0 | Mexiko | 25-20, 25-18, 25-20               |
| 30 augusti 2023 Amphithéatre Desjardins, Québec Speltid: 1h:11 - Åskådare: 850   | Puerto Rico | 0 - 3 | Kanada | 18-25, 13-25, 23-25               |
| 31 augusti 2023 Amphithéatre Desjardins, Québec Speltid: 1h:57 - Åskådare: 450   | Puerto Rico | 3 - 2 | Mexiko | 27-25, 17-25, 14-25, 25-23, 15-11 |

##### Sluttabell
| Pos. | Lag         | Pt | G | V | P | VS | FS | Kvot  | VP  | FP  | Kvot  |
| ---- | ----------- | -- | - | - | - | -- | -- | ----- | --- | --- | ----- |
| 1.   | Kanada      | 10 | 3 | 2 | 0 | 6  | 0  | MAX   | 150 | 112 | 1,339 |
| 2.   | Puerto Rico | 3  | 3 | 1 | 1 | 3  | 5  | 0,600 | 152 | 184 | 0,826 |
| 3.   | Mexiko      | 2  | 3 | 0 | 2 | 2  | 6  | 0,333 | 167 | 173 | 0,965 |

      Kvalificerat för semifinal.
      Kvalificerat för kvartsfinal.

#### Grupp B

##### Resultat
| 29 augusti 2023 Amphithéatre Desjardins, Québec Speltid: 0h:46 - Åskådare: 165   | USA                     | 3 - 0 | Costa Rica              | 25-3, 25-13, 25-5   |
| 29 augusti 2023 Amphithéatre Desjardins, Québec Speltid: 1h:00 - Åskådare: 362   | Dominikanska republiken | 3 - 0 | Kuba                    | 25-14, 25-17, 25-16 |
| 30 augusti 2023 Amphithéatre Desjardins, Québec Speltid: 0h:53 - Åskådare: 257   | Kuba                    | 0 - 3 | USA                     | 8-25, 17-25, 14-25  |
| 30 augusti 2023 Amphithéatre Desjardins, Québec Speltid: 0h:53 - Åskådare: 621   | Costa Rica              | 0 - 3 | Dominikanska republiken | 13-25, 11-25, 10-25 |
| 31 augusti 2023 Amphithéatre Desjardins, Québec Speltid: 0h:56 - Åskådare: 135   | Kuba                    | 3 - 0 | Costa Rica              | 25-18, 25-11, 25-9  |
| 31 augusti 2023 Amphithéatre Desjardins, Québec Speltid: 1h:14 - Åskådare: 1 000 | USA                     | 3 - 0 | Dominikanska republiken | 25-22, 25-22, 25-16 |

##### Sluttabell
| Pos. | Lag                     | Pt | G | V | P | VS | FS | Kvot  | VP  | FP  | Kvot  |
| ---- | ----------------------- | -- | - | - | - | -- | -- | ----- | --- | --- | ----- |
| 1.   | USA                     | 15 | 3 | 3 | 0 | 9  | 0  | MAX   | 225 | 120 | 1,875 |
| 2.   | Dominikanska republiken | 10 | 3 | 2 | 1 | 6  | 3  | 2,000 | 210 | 156 | 1,346 |
| 3.   | Kuba                    | 5  | 3 | 1 | 2 | 3  | 6  | 0,500 | 161 | 188 | 0,856 |
| 4.   | Costa Rica              | 0  | 3 | 0 | 3 | 0  | 9  | 0,000 | 93  | 225 | 0,413 |

      Kvalificerat för semifinal.
      Kvalificerat för kvartsfinal.
      Vidare till match om sjätteplats.

### Slutspelsfasen

#### Spelschema
|  | Kvartsfinaler | Kvartsfinaler           | Kvartsfinaler |  |  | Semifinaler | Semifinaler             | Semifinaler |     |   | Final               | Final                   | Final               |  |
|  |               |                         |               |  |  |             |                         |             |     |   |                     |                         |                     |  |
|  |               |                         |               |  |  | 1A          | Kanada                  | 1           |     |   |                     |                         |                     |  |
|  | 2B            | Dominikanska republiken | 3             |  |  | 2B          | Dominikanska republiken | 3           |     |   |                     |                         |                     |  |
|  | 3A            | Mexiko                  | 0             |  |  |             |                         |             |     |   | 2B                  | Dominikanska republiken | 3                   |  |
|  |               |                         |               |  |  |             |                         | 1B          | USA | 2 |                     |                         |                     |  |
|  |               |                         |               |  |  | 1B          | USA                     | 3           |     |   |                     |                         |                     |  |
|  | 2A            | Puerto Rico             | 0             |  |  | 3B          | Kuba                    | 0           |     |   |                     |                         |                     |  |
|  | 3B            | Kuba                    | 3             |  |  |             |                         |             |     |   | Match om tredjepris | Match om tredjepris     | Match om tredjepris |  |
|  |               |                         |               |  |  |             |                         |             |     |   |                     |                         |                     |  |
|  |               |                         |               |  |  |             |                         |             |     |   | 1A                  | Kanada                  | 3                   |  |
|  |               |                         |               |  |  |             |                         |             |     |   | 3B                  | Kuba                    | 1                   |  |

##### Kvartsfinaler
| 1º september 2023 Amphithéatre Desjardins, Québec Speltid: 1h:19 - Åskådare: 769 | Puerto Rico             | 0 - 3 | Kuba   | 21-25, 23-25, 22-25 |
| 1º september 2023 Amphithéatre Desjardins, Québec Speltid: 0h:57 - Åskådare: 920 | Dominikanska republiken | 3 - 0 | Mexiko | 25-17, 25-10, 25-12 |

##### Semifinaler
| 2 september 2023 Amphithéatre Desjardins, Québec Speltid: 0h:55 - Åskådare: 1 400 | USA    | 3 - 0 | Kuba                    | 25-12, 25-11, 25-16        |
| 2 september 2023 Amphithéatre Desjardins, Québec Speltid: 1h:43 - Åskådare: 2 900 | Kanada | 1 - 3 | Dominikanska republiken | 25-27, 22-25, 25-23, 20-25 |

##### Match om tredjepris
| 3 september 2023 Amphithéatre Desjardins, Québec Speltid: 1h:32 - Åskådare: 2 870 | Kuba | 1 - 3 | Kanada | 21-25, 17-25, 25-17, 16-25 |

##### Final
| 3 september 2023 Amphithéatre Desjardins, Québec Speltid: 2h:05 - Åskådare: 3 000 | USA | 2 - 3 | Dominikanska republiken | 25-12, 21-25, 25-19, 19-25, 13-15 |

#### Match om femteplats
| 2 september 2023 Amphithéatre Desjardins, Québec Speltid: 2h:15 - Åskådare: 450 | Mexiko | 3 - 0 | Puerto Rico | 25-22, 32-30, 25-22 |

#### Match om sjätteplats
| 3 september 2023 Amphithéatre Desjardins, Québec Speltid: 0h:54 - Åskådare: 600 | Puerto Rico | 3 - 0 | Costa Rica | 25-13, 25-7, 25-9 |

## Slutplaceringar
| Pos | Lag                     | Kvalificerat för |
| --- | ----------------------- | ---------------- |
|     | Dominikanska republiken | VM 2025          |
|     | USA                     | VM 2025          |
|     | Kanada                  | VM 2025          |
| 4.  | Kuba                    |                  |
| 5.  | Mexiko                  |                  |
| 6.  | Puerto Rico             |                  |
| 7.  | Costa Rica              |                  |

## Individuella utmärkelser[4]
| Utmärkelse              | Namn                 | Lag                     |
| ----------------------- | -------------------- | ----------------------- |
| Mest värdefulla spelare | Brenda Castillo      | Dominikanska republiken |
| Bästa poängvinnare      | Paola Santiago       | Puerto Rico             |
| Bästa servare           | Lisvel Eve           | Dominikanska republiken |
| Bästa försvarare        | Brenda Castillo      | Dominikanska republiken |
| Bästa mottagare         | Justine Wong-Orantes | USA                     |
| Bästa passare           | Brie O'Reilly        | Kanada                  |
| Bästa högerspiker       | Jordan Thompson      | USA                     |
| Bästa vänsterspiker     | Kiera van Ryk        | Kanada                  |
| Bästa vänsterspiker     | Alexa Gray           | Kanada                  |
| Bästa center            | Neira Ortiz          | Puerto Rico             |
| Bästa center            | Emily Maglio         | Kanada                  |
| Bästa libero            | Brenda Castillo      | Dominikanska republiken |

## Statistik
| Vunna poäng | Vunna poäng       | Vunna poäng | Vunna poäng             |
| Pos.        | Namn              | Poäng       | Lag                     |
| ----------- | ----------------- | ----------- | ----------------------- |
| 1           | Paola Santiago    | 75          | Puerto Rico             |
| 2           | Kiera van Ryk     | 73          | Kanada                  |
| 3           | Brayelin Martínez | 70          | Dominikanska republiken |
| 4           | Jordan Thompson   | 65          | USA                     |
| 5           | Greisy Finé       | 64          | Kuba                    |